# If I Die Tomorrow
If I Die Tomorrow är en låt från 2005 på Mötley Crues samlingsalbum Red, White and Crüe. Låten blev en stor hit direkt.
Låten skrevs av Mötley Crües basist och bandledare Nikki Sixx, tillsammans med rockgruppen Simple Plan. 
Låten handlar om en man som vill säga förlåt till sitt ex för att han lämnat henne. Men han älskar henne fortfarande och vet inte om han har sagt de rätta sakerna till henne. Låten är ett farväl som man kan förstå när man hör refrängen: If I die tomorrow. As the minutes fade away. I can't remember, have I said all I can say. If I die tomorrow.